# Dasineura euphorbiarum
Dasineura euphorbiarum är en tvåvingeart som först beskrevs av Jean-Jacques Kieffer 1909.  Dasineura euphorbiarum ingår i släktet Dasineura och familjen gallmyggor.
Artens utbredningsområde är Frankrike. Inga underarter finns listade i Catalogue of Life.